# Мачкалян, Оганес
Огане́с Мачкаля́н (арм. Հովհաննես Մաճկալյան; 29 мая 1995, Ереван, Армения) — армянский футболист, полузащитник. Выступал за сборную Армении до 19 лет.

## Клубная карьера
Воспитанник футбольной школы «Улисс». В 17 лет был заявлен в состав «Улисса» на матчи Премьер-лиги. Впервые был заявлен на матч 5 тура против «Арарата», который был проигран — 1:2. В этом же матче Мачкалян дебютировал, выйдя на поле в добавочное время (91 минута) вместо Арама Барегамяна. По чуть-чуть, тренерский штаб давал возможность Мачкаляну взаимодействовать с партнёрами по команде. Летом, 24 июля, Мачкалян вышел на поле в матче Лиги чемпионов против тираспольского «Шерифа». Матч был проигран — 0:1, и по сумме двух матчей дальше прошли соперники. 24 сентября, на 112 минуте матча за Суперкубок Армении, вышел вместо Джулиано Хименеса. Матч закончился нулевой ничьей, а в серии пенальти более точны в своих ударах оказались футболисты «Мики».

## Статистика выступлений
Данные на 14 ноября 2012
| Клуб             | Сезон            | Чемпионат | Чемпионат | Кубки | Кубки | Еврокубки | Еврокубки | Всего | Всего |
| Клуб             | Сезон            | Матчи     | Голы      | Матчи | Голы  | Матчи     | Голы      | Матчи | Голы  |
| ---------------- | ---------------- | --------- | --------- | ----- | ----- | --------- | --------- | ----- | ----- |
| Шенгавит         | 2012/13          | ?         | 7         | -     | -     | -         | -         | ?     | 7     |
| Всего            | Всего            | ?         | 7         | —     | —     | —         | —         | ?     | 7     |
| Улисс            | 2011             | 0         | 0         | 1     | 0     | 0         | 0         | 1     | 0     |
| Улисс            | 2012/13          | 12        | 0         | 0     | 0     | 1         | 0         | 13    | 0     |
| Всего            | Всего            | 12        | 0         | 1     | 0     | 1         | 0         | 14    | 0     |
| Всего за карьеру | Всего за карьеру | 12        | 7         | 1     | 0     | 1         | 0         | 14    | 7     |

## Карьера в сборной
Выступая за «Улисс» в различных турнирах, на него обратил внимание тренерский штаб сборной до 19 лет. 9 октября 2012 года, состоялся дебют в сборной до 19 в матче квалификационного раунда на чемпионат Европы 2009, против сверстников из Шотландии. Мачкалян вышел на поле в конце матча, заменив на 84 минуте Саркиса Шагиняна. Армянские юноши крупно проиграл в том матче — 0:4. Следующий матч Мачкалян пропустил, оставшись на скамейке запасных (матч также завершился разгромно — 0:4), в третьем матче Мачкалян вышел с первых минут и отыграв до 5 минуты, покинул поле уступил место Альберту Зограбяну. Матч шёл к ничьей, но на 82 минуте румынские футболисты поразили ворота склонив чашу весов в свою сторону.